# Duizendguldenkruid
Duizendguldenkruid (Centaurium, synoniem: Erythraea) is een geslacht van ongeveer vijftig soorten kruidachtige, een of tweejarige planten uit de gentiaanfamilie (Gentianaceae).
Het geslacht is ondergebracht in de tribus Chironieae en de subtribus Chironiinae.
Het geslacht werd mogelijk vernoemd naar de centaur Chiron uit de Griekse mythologie. Deze was beroemd om zijn kennis van geneeskundige kruiden en behandelde zijn wonden met het kruid. Een andere verklaring is dat de botanische naam is afgeleid van het Latijnse 'centum' (= honderd) en 'aurum' (= Goud).
De soorten worden tot 50 cm hoog. De grondbladeren vormen bij veel soorten een rozet. De gaafrandige bladeren aan de holle stengel zijn steeds kruislings tegenoverstaand. De zacht tot stevig roze gekleurde bloemen zijn los trosvormig gegroepeerd. De voornaamste bloeiperiode loopt van juni tot september. De uit vijf kroonblaadjes samengestelde bloemen openen zich bij zonneschijn.
Duizendguldenkruid komt overwegend op zonnige, vochtige plaatsen voor, in duinen, bosranden en weiden, maar ook op vochtige hellingen in de gebergten van Midden- en Zuid-Europa tot op hoogten van 1500 m. Dit warmteminnende geslacht is over heel Europa en het Middellandse Zeegebied verspreid. Ook Noord-Amerika kent een aantal soorten, die in Europa niet voorkomen. Echt duizendguldenkruid is onder meer in het Vlaamse Gewest strikt beschermd.

## Soorten

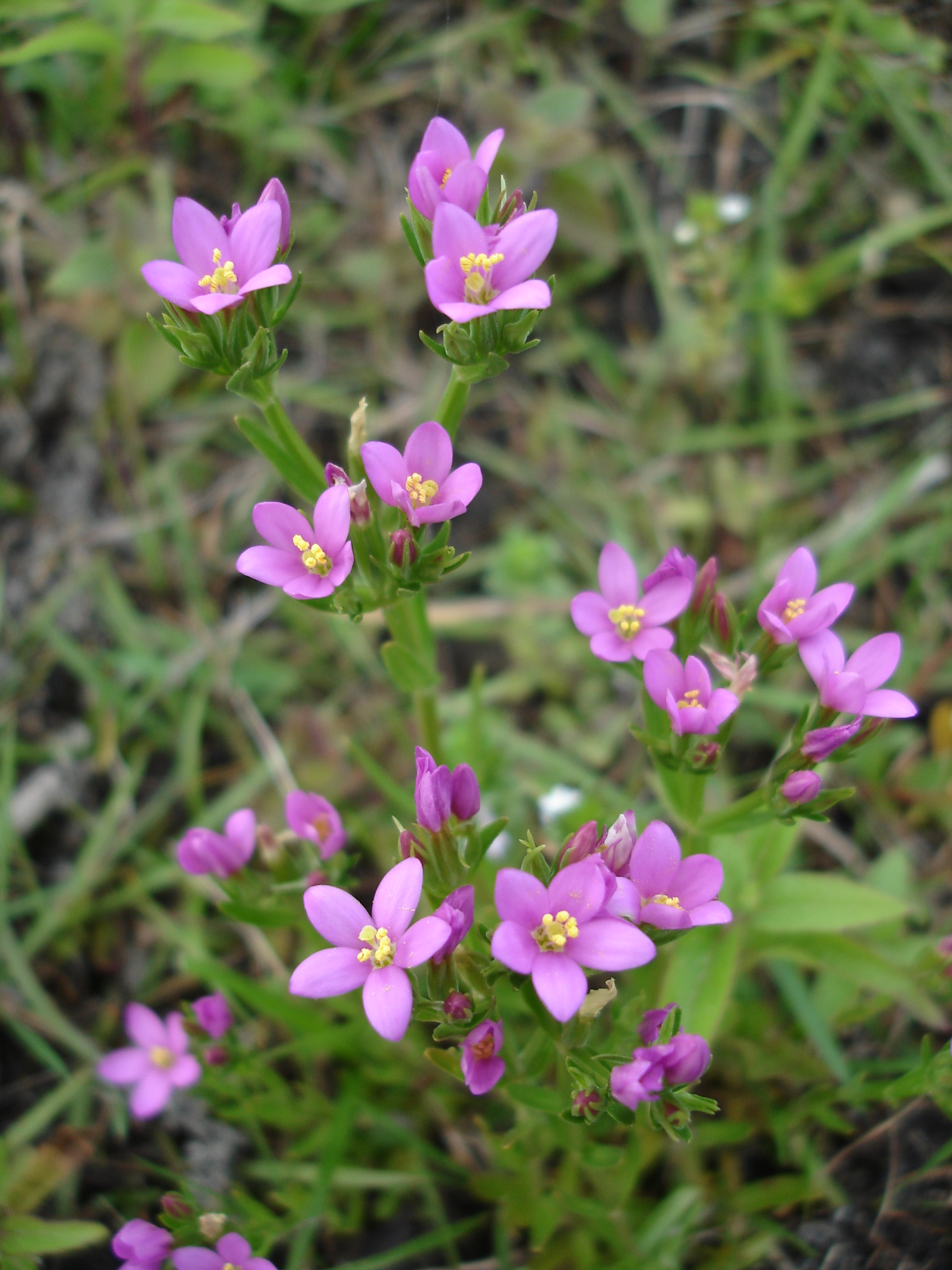
Duizendguldenkruid

In België en Nederland komen de volgende soorten in het wild voor:
- Fraai duizendguldenkruid (Centaurium pulchellum)
- Echt duizendguldenkruid (Centaurium erythraea)
- Strandduizendguldenkruid (Centaurium littorale)

In Europa komen onder andere voor:
- Centaurium calycosum (Buckley) Fernald
- Centaurium exaltatum Rafin.
- Centaurium muhlenbergii (Griseb.) Wight
- Centaurium spicatum (L.) Fernald
- Centaurium texense (Griseb.) Fernald

In grote delen van Midden- en Noordwest-Europa, waaronder Duitsland, zijn de soorten beschermd.

## Toepassingen
Vroeger werd het kruid gebruikt als middel tegen maag- en leverkwalen.
In Noord-Amerika wordt het Europese echt duizendguldenkruid als artsenijplant verbouwd en is daar deels als exoot ingeburgerd. In Noord-Afrika en Zuidoost-Europa worden planten ook in het wild geoogst. Planten in dit geslacht bevatten vaak bitterstoffen, die medicinaal gebruikt worden als eetlustopwekkend middel, bij anorexia nervosa en bij spijsverteringskwalen. Het kruid bevat naast verschillende bitterstoffen ook glycosiden, flavonoïden, etherische oliën, valeriaanzuur en xanthone.

### Toverkruid
Volgens oud volksgeloof zou het als afweerkruid bescherming bieden tegen boze geesten. Ook zou het dragen van het kruid in de beurs zorgen dat deze nooit leeg geraakte.
... · 
Anthocleista · 
Blackstonia (Bitterling) · 
Cicendia (Draadgentiaan) · 
Centaurium (Duizendguldenkruid) · 
Eustoma · 
Gentiana (Gentiaan) · 
Gentianella (Baardgentiaan) · 
Gentianopsis · 
Schenkia · 
...